# Miho Kuko Bobaljević
Miho Kuko Bobaljević je bio hrvatski pjesnik latinist iz Dubrovnika, iz pučanskog ogranka obitelji Bobaljevića. 